# Cleto González Víquez
Cleto de Jesús González Víquez (Barva, 13 ottobre 1858 – San José, 23 settembre 1937) è stato un politico costaricano, fu, in due occasioni, presidente della Costa Rica.
Nel 1946 fu dichiarato Benemérito de la Patria.